# لیلی بختیار
لیلی بختیار (انگلیسی: Lailee Bakhtiar؛ زادهٔ ۱۰ ژوئن ۱۹۵۱) روزنامه‌نگار، نویسنده، شاعر و رمان‌نویس اهل ایالات متحده آمریکا است.
پدر او فردریک مک‌نیر (آمریکایی) و مادرش پروین بختیار (ایرانی) بود. همچنین لاله بختیار، خالهٔ وی و داور اردلان دخترخالهٔ اوست. لیلی دانش‌آموختهٔ دانشگاه کارولینای شمالی در چپل هیل است. او به دو زبان انگلیسی و فرانسه مسلط است و به یادگیری زبان‌های اسپانیایی، فارسی و عربی نیز پرداخته‌است.

## گزیدهٔ آثار
- ۲۰۲۱ - اِستر به سرنوشتت وارد می‌شود
- ۲۰۱۴ - شعر سیتی داک (شعر)
- ۲۰۱۲ - گنج آبی افغانستان: لاجورد
- ۲۰۱۰ - آنان شن‌های صحرا را به لرزه می‌اندازند
- ۲۰۰۲ - التیام ملل: شعر صلح (شعر)
- ۱۹۹۹ - حرم‌نامه
- ۱۹۹۸ - گل‌های رز اصفهان (داستان‌های کوتاه)
- ۱۹۹۸ - داستان‌های نیمه شب (کتاب کودکان)
- ۱۹۹۷ - چای (شعر)